# Karibi kupa
A karibi kupát, vagy ahogy a térségben nevezik, Copa Caribe, első alkalommal 1989-ben rendezték meg. A labdarúgótornát a CONCACAF alszövetsége, a Karibi Labdarúgó-unió (CFU) szervezi és irányítja. A szélcsendes-szigetek kupájának (Leeward Islands Cup) megszűnésével mára a térség egyetlen, a nemzeti labdarúgó-válogatottak számára rendezett tornájává vált, így 1999 óta a karibi nemzetek kupája elnevezést viseli.
A kupa néhány alkalommal kitűnő selejtezőként szolgált a labdarúgó-világbajnokságra, illetve a CONCACAF-aranykupára.

## Tornák
| 1989 Részletek | Barbados                                   | · Trinidad és Tobago | 2 – 1                           | · Grenada                               |                      | A harmadik helyért nem rendeztek mérkőzést. |                        |                |                |
| 1990           | Trinidad és Tobago                         | FÉLBESZAKADT()       | FÉLBESZAKADT()                  | FÉLBESZAKADT()                          | FÉLBESZAKADT()       | FÉLBESZAKADT()                              | FÉLBESZAKADT()         | FÉLBESZAKADT() | FÉLBESZAKADT() |
| 1991 Részletek | Jamaica                                    | · Jamaica            | 2 – 0                           | · Trinidad és Tobago                    | · Saint Lucia        | 4 – 1                                       | · Guyana               |                |                |
| 1992 Részletek | Trinidad és Tobago                         | · Trinidad és Tobago | 3 – 1                           | · Jamaica                               | · Martinique         | 1 – 1 (5 – 3) (Tizenegyesekkel)             | · Kuba                 |                |                |
| 1993 Részletek | Jamaica                                    | · Martinique         | 0 – 0 (6 – 5) (Tizenegyesekkel) | · Jamaica                               | · Trinidad és Tobago | 3 – 2                                       | · Saint Kitts és Nevis |                |                |
| 1994 Részletek | Trinidad és Tobago                         | · Trinidad és Tobago | 7 – 2                           | · Martinique                            | · Guadeloupe         | 2 – 0                                       | · Suriname             |                |                |
| 1995 Részletek | Kajmán-szk. és Jamaica                     | · Trinidad és Tobago | 5 – 0                           | · Saint Vincent és a Grenadine-szigetek | · Kuba               | 3 – 0                                       | · Kajmán-szigetek      |                |                |
| 1996 Részletek | Trinidad és Tobago                         | · Trinidad és Tobago | 2 – 0                           | · Kuba                                  | · Martinique         | 1 – 1 (3 – 2) (Tizenegyesekkel)             | · Suriname             |                |                |
| 1997 Részletek | Antigua és Barbuda és Saint Kitts és Nevis | · Trinidad és Tobago | 4 – 0                           | · Saint Kitts és Nevis                  | · Jamaica            | 4 – 1                                       | · Grenada              |                |                |
| 1998 Részletek | Jamaica és Trinidad és Tobago              | · Jamaica            | 2 – 1                           | · Trinidad és Tobago                    | · Haiti              | 3 – 2                                       | · Antigua és Barbuda   |                |                |
| 1999 Részletek | Trinidad és Tobago                         | · Trinidad és Tobago | 2 – 1                           | · Kuba                                  | · Jamaica · Haiti    | [ 2 ]                                       |                        |                |                |
| 2001 Részletek | Trinidad és Tobago                         | · Trinidad és Tobago | 3 – 0                           | · Haiti                                 | · Martinique         | 1 – 0                                       | · Kuba                 |                |                |
| 2005 Részletek | Barbados                                   | · Jamaica            | 1 – 0                           | · Kuba                                  | · Trinidad és Tobago | 3 – 2                                       | · Barbados             |                |                |
| 2007 Részletek | Trinidad és Tobago                         | · Haiti              | 2 – 1                           | · Trinidad és Tobago                    | · Kuba               | 2 – 1                                       | · Guadeloupe           |                |                |
| 2008 Részletek | Jamaica                                    | · Jamaica            | 2 – 0                           | · Grenada                               | · Guadeloupe         | 0 – 0 (5 – 4) (Tizenegyesekkel)             | · Kuba                 |                |                |
| 2010 Részletek | Martinique                                 | · Jamaica            | 1 – 1 (5 – 4) (Tizenegyesekkel) | · Guadeloupe                            | · Kuba               | 1 – 0                                       | · Grenada              |                |                |
| 2012 Részletek | Antigua és Barbuda                         | · Kuba               | 1 – 0                           | · Trinidad és Tobago                    | · Haiti              | 1 – 0                                       | · Martinique           |                |                |
| 2014 Részletek | Jamaica                                    | · Jamaica            | 0 – 0 (4 – 3) (Tizenegyesekkel) | · Trinidad és Tobago                    | · Haiti              | 2 – 1                                       | · Kuba                 |                |                |
| 2017 Részletek | Martinique                                 | · Curaçao            | 2 – 1                           | · Jamaica                               | · Francia Guyana     | 1 – 0                                       | · Martinique           |                |                |

### Eddigi győztesek
| 8 | Trinidad és Tobago |
| 6 | Jamaica            |
| 1 | Haiti              |
| 1 | Kuba               |
| 1 | Martinique         |
| 1 | Curaçao            |

## Külső hivatkozások
- Eredmények az RSSSF.com-ról (angolul)